# Kenya a 2024. évi téli ifjúsági olimpiai játékokon
Kenya a dél-koreai Kangvonban megrendezett 2024. évi téli ifjúsági olimpiai játékok egyik részt vevő nemzete volt. Az ország a játékokon 2 sportágban 1 fiú és 1 lány sportolóval képviseltette magát.

## Alpesisí

### Fiú
| Versenyző                        | Versenyszám            | 1. futam | 1. futam | 2. futam | 2. futam | Összesen | Összesen |
| Versenyző                        | Versenyszám            | Idő      | Hely.    | Idő      | Hely.    | Idő      | Hely.    |
| -------------------------------- | ---------------------- | -------- | -------- | -------- | -------- | -------- | -------- |
| Issa Gachingiri Laborde Dit Pere | Műlesiklás             | 56,18    | 53.      | 59,85    | 34.      | 1:56,03  | 35.      |
| Issa Gachingiri Laborde Dit Pere | Óriás-műlesiklás       | 54,12    | 48.      | 50,09    | 37.      | 1:44,21  | 37.      |
| Issa Gachingiri Laborde Dit Pere | Szuperóriás-műlesiklás |          |          |          |          | 58,35    | 41.      |
| Issa Gachingiri Laborde Dit Pere | Összetett              | 59,23    | 46.      | 1:06,56  | 35.      | 2:05,79  | 35.      |

## Sífutás

### Lány
| Versenyző              | Versenyszám         | Selejtező | Selejtező | Negyeddöntő | Negyeddöntő | Elődöntő | Elődöntő | Döntő   | Döntő |
| Versenyző              | Versenyszám         | Idő       | Hely.     | Idő         | Hely.       | Idő      | Hely.    | Idő     | Hely. |
| ---------------------- | ------------------- | --------- | --------- | ----------- | ----------- | -------- | -------- | ------- | ----- |
| Ashley Tshanda Ongonga | 7,5 km (klasszikus) |           |           |             |             |          |          | 30:26,1 | 63.   |
| Ashley Tshanda Ongonga | Sprint              | 4:22,80   | 62.       | kiesett     | kiesett     | kiesett  | kiesett  | kiesett | 62.   |